# CANDY CAFE BOARD
『CANDY CAFE BOARD』（キャンディ・カフェ・ボード）は、2000年4月3日から同年9月28日までエフエム九州 (CROSS FM) で放送されていたワイド番組である。略称は「CCB」で、番組は「CをキーワードでCuteに彩る3時間」と銘打たれていた。
放送時間は毎週月曜 - 木曜 10:00 - 13:00 （日本標準時）。CROSS FM北九州本社第1スタジオからの生放送。

## ナビゲーター
- 相越久枝 - 月曜・火曜担当。
- 新村レイ - 水曜・木曜担当。この番組でナビゲーターデビューを果たした。

## コーナー
CHAT BOARD
リスナーからのメッセージを紹介。
CINEMA BOARD
映画情報を紹介。
CHARM BOARD
コスメ関連の情報を紹介。
COLORFUL TALK
10:45 - 10:55に放送。前番組『DAYLIGHT DRIVIN'』からの引き継ぎコーナーで、スポンサーのザ・モール小倉関連の情報や、同店舗備え付けのリクエストボックスに寄せられたリクエスト曲を紹介していた。このコーナーは、後番組の『CROSS FINE MODE』でも引き続き行われた。
| CROSS FM 月曜 - 木曜10:00枠                                   | CROSS FM 月曜 - 木曜10:00枠                         | CROSS FM 月曜 - 木曜10:00枠                         |
| 前番組                                                        | 番組名                                              | 次番組                                              |
| ------------------------------------------------------------- | --------------------------------------------------- | --------------------------------------------------- |
| DAYLIGHT DRIVIN' - （1998年4月 - 2000年3月） - ※10:00 - 13:00 | CANDY CAFE BOARD - （2000年4月3日 - 2000年9月28日） | CROSS FINE MODE - （2000年10月2日 - 2002年3月28日） |
| CROSS FM 月曜 - 木曜12:00枠                                   |                                                     |                                                     |
| DAYLIGHT DRIVIN' - （1998年4月 - 2000年3月） - ※10:00 - 13:00 | CANDY CAFE BOARD - （2000年4月3日 - 2000年9月28日） | MOONY NOON - （2000年10月2日 - 2001年3月29日）      |

| スタブアイコン | サブスタブ | この項目は、まだ閲覧者の調べものの参照としては役立たない、ラジオ番組に関連した書きかけの項目です。この項目を加筆・訂正などしてくださる協力者を求めています（P:ラジオ/PJ:放送番組）。 |